# Multipletes (espectroscopía)

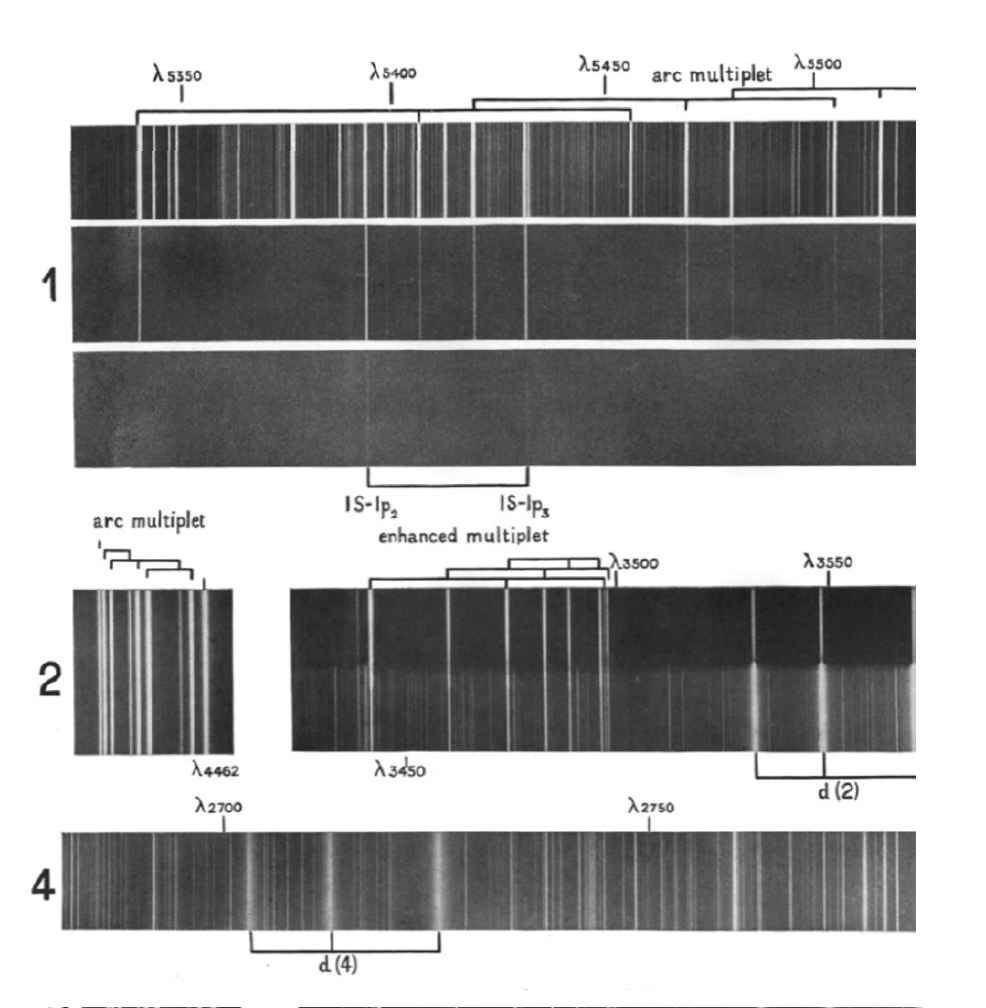
Imágenes de las líneas espectrales del Manganeso (Mn), publicadas en 1922 en el trabajo original de M. Catalán en Philosophical Transactions of the Royal Society

Se define como multiplete al grupo de niveles energéticos de un átomo o una molécula, que se manifiesta en líneas espectrales muy próximas.
Existen varios usos para este término en disciplinas como las matemáticas, física de partículas, química, informática, etc., pero fue el científico español Miguel Catalán quien lo introdujo en la ciencia, en sus estudios de espectroscopía.

## Introducción
Una línea espectral se percibe como una línea oscura o brillante en un espectro continuo y uniforme que resulta de la absorción o la emisión de luz en un rango de frecuencia estrecho en comparación con las frecuencias cercanas. Las líneas espectrales son como "huellas dactilares" características de átomos y moléculas, por tanto se pueden utilizar para identificar la composición química de una gran variedad de sistemas —de una pequeña muestra en un laboratorio a estrellas y otros astros— comparando las líneas que generan estos con las previamente recopiladas de átomos y moléculas conocidos.
Dependiendo del tipo de interacción física que genere la línea espectral, la frecuencia de los fotones resultantes puede ser muy diferente. Debido a esto, se pueden observar líneas en cualquier región del espectro electromagnético, desde las ondas de radio hasta los rayos gamma.
Al aumentar la resolución de los espectrógrafos utilizados, puede verse que algunas “líneas” espectrales son en realidad un conjunto de líneas muy próximas. Se utiliza el término multiplete para referirse a una línea que está formada por un grupo de varias líneas espectrales relacionadas, con un origen físico común, generalmente de longitudes de onda muy próximas. Por ejemplo, la emisión desde el nivel de energía 3p al 3s del sodio (Na, Z=11) tiene un electrón ópticamente activo. La línea espectral “D” del sodio, es en realidad un doblete, cuya separación se describe como estructura fina. Eso se debe a que el nivel de energía 3p de este átomo se desdobla por la interacción entre el momento angular intrínseco del electrón y el momento orbital (interacción espín-órbita) y da lugar a dos transiciones.
Conforme aumenta el número de electrones, la complejidad de los espectros de emisión aumenta, como reflejo de la estructura más compleja de los niveles de energía atómicos entre los que se producen las transiciones.

## Aportación de Miguel Catalán
El científico español Miguel Catalán, entonces doctor especializado en el análisis químico espectrográfico, recibió en 1920 una beca de la Junta para Ampliación de Estudios e Investigaciones Científicas (JAE) para estudiar en el Imperial College de Londres junto a Alfred Fowler. Allí realizó el descubrimiento de los multipletes en 1921, lo que le convirtió en uno de los protagonistas de La Edad de Plata de la Ciencia Española, y a la espectroscopia en un instrumento avanzado para la investigación de la estructura de la materia. Su labor investigadora contribuyó a una revisión del modelo de la estructura de la materia: el modelo atómico de Bohr-Sommerfeld-Catalán.

### Descubrimiento de los multipletes
Durante su estancia en el Imperial College, Catalán sigue las instrucciones recibidas de Fowler de investigar el espectro del escandio, pero continúa sus propias investigaciones en sus horas libres. En concreto, estudia con perseverancia el espectro del manganeso, advirtiendo unas regularidades en la disposición de las líneas espectrales observadas (series de varias líneas), reflejo de los niveles de energía de los electrones que, según supone, constituían la estructura exterior del Mn. A partir de sus observaciones, deduce que las series de unas pocas líneas que habían sido identificadas en los espectros de átomos más simples eran manifestaciones de una ley más general.
Catalán encuentra en 1921 unas regularidades en el espectro del manganeso, las fotografía, y deduce una ley reiterativa de comportamiento de ese espectro, lo cual le permite terminar de descifrar el espectro de ese elemento, definir un nuevo patrón de referencia para el manganeso, y crear una nueva herramienta de investigación en espectrografía, los multipletes, que le permiten interpretar los espectros de elementos complejos. A partir del concepto de valencia química, Catalán realizó una lógica deducción en su investigación que supone un paso de gigante en la comprensión de la estructura de la materia y en la interpretación de la corteza atómica.
Con su trabajo experimental, Catalán demostró que el estudio de los espectros de los átomos complejos permitía profundizar en el conocimiento de los niveles de energía de los electrones del átomo y, en consecuencia, contribuir al conocimiento de la estructura atómica y, adicionalmente, a la astrofísica. Los resultados de su investigación fueron presentados por el propio Alfred Fowler ante la Royal Society, ya que M. Catalán estaba de vuelta en España. La memoria apareció en 1922 en la prestigiosa publicación Philosophical Transactions of the Royal Society con el título Series and Other Regularities in the Spectrum of Manganese.
El propio M. Catalán relató años después cómo se desarrolló el descubrimiento. Así lo describía él mismo en 1946:

Un día al lado de una bomba de vacío, con un ruido espantoso, logré interpretar el fenómeno; tenía ante mi vista un caso de siete contra cinco (...) se veía que los grupos de tres y dos conocidos antiguamente eran simplemente casos particulares de una ley mucho más general. Esos dobletes y tripletes no representaban más que un caso en que las diferencias se agrupaban en grupos de tres o de dos porque estábamos en el comienzo de la tabla periódica, pero que según íbamos avanzando se iban complicando y se presentaba algo mucho más complejo del cual se podía sacar lo simple, pero no al contrario.

Catalán hace hincapié en la importancia de dejar constancia de su descubrimiento para poder probarlo y trasmitirlo. Encuentra unas placas fotográficas muy sensibles en un estante del laboratorio, y realiza sus fotografías, como el mismo explica:

Tuve que demostrarlo fotográficamente. Sólo me quedaba darle nombre. Durante varios días estuve tratando de encontrar el nombre más apropiado hasta que se me ocurrió darle el nombre de multiplete, del cual podía salir después el de septete, octete, etc.

Catalán identifica una ley general que supone asociada a los niveles energéticos de los electrones del átomo, de modo que, basándose en la observación de un espectro, buscando los multipletes, «podemos deducir los términos espectrales y con esto ya teníamos todo».
Catalán, fuera de las horas de trabajo, por iniciativa personal, se había dedicado a estudiar el manganeso. Este esfuerzo le llevó a descubrir los multipletes.

### Repercusión del descubrimiento de M. Catalán
El descubrimiento de Catalán se difundió rápidamente. Antes de que redactase su propia memoria con los resultados de sus investigaciones, su nombre aparece mencionado por primera vez en la revista Nature del 28 de julio de 1921, en un artículo del científico indio Megnad Saha, también investigador en el Imperial College de Londres.
En agosto de 1921, Sommerfeld presentó en los Annalen der Physik una ponencia innovadora sobre la interpretación de los espectros de elementos complejos por el método de los números cuánticos, en el que reconoce reiteradamente la labor de Herr Catalán, a quien debe «el estímulo para llevar a cabo esta ampliación». Y añade: «Los multipletes de Herr Catalán en los espectros de arco y chispa del Mn y del Cr encajan excelentemente con el esquema teórico de los números cuánticos internos y son el mejor apoyo experimental que necesitaba esta teoría».
Es trascendente que el propio Sommerfeld actuara como divulgador de los descubrimientos del joven Catalán. Y no solo Sommerfeld, científicos de la talla de Bohr, Fowler y Russell reconocen sus méritos y propagan internacionalmente sus descubrimientos y su nuevo método de los multipletes. Ningún físico español había conseguido antes tan rápida repercusión mundial en la comunidad científica.
En la Memoria de la JAE de 1924-26 quedó igualmente recogido:

Los trabajos del señor Catalán publicados en los años anteriores y en los actuales han dado la clave, tanto tiempo buscada, para la interpretación de los espectros complejos, y, por ende, de sus átomos. En todos los laboratorios de espectroscopia se trabaja en la actualidad febrilmente, empleando el método de los "multipletes" establecido por Catalán, con resultados notabilísimos; en la actualidad pasan de 500 los trabajos publicados en todos los idiomas, desde 1922, en que el señor Catalán publicó su método. No queremos pasar en silencio el hecho de que en la sesión de apertura del Congreso celebrado por la Asociación Británica para el progreso de las ciencias, en 1926, el discurso inaugural del profesor Fowler fue dedicado de un modo especial a los trabajos de Catalán, y que en la conferencia pronunciada por el profesor Sommerfeld en la Real Sociedad de Londres, al recibir la investidura de miembro de la misma, dijo que el rápido desarrollo de la espectrografía en los últimos años se debe al método de los “multipletes” de Catalán.

Como recuerda Velasco, y reitera Elías, la incorporación del concepto de espín a la ciencia debe entenderse como resultado del descubrimiento de los multipletes de Catalán. Los propios autores, Uhlenbeck y Goudsmidt, así lo reconocieron en su trabajo.